# Кирена (митология)
Вижте пояснителната страница за други значения на Кирена.
Кирена (на старогръцки: Κυρήνη), Kyrene, Cyrene) в гръцката митология е нимфа, дъщеря на Хипсей (цар на лапитите в Тесалия), син на бог Пеней.
Кирена била героиня, с меч тя пазела стадата на баща си от диви животни на планината Пелион и един ден с голи ръце се борила с един страшен лъв. Когато бог Аполон пътувал с колесницата си я видял и се влюбил в нея. Той я отвлякъл, след уговорка с кентавъра Хирон, в Северна Африка. Там двамата са венчани от богинята Афродита. В Либия Кирена ражда Аристей и Идмон. Според някои източници (ако е същата) с Арес тя има син Диомед, цар на Тракия.
Аполон основава в нейна чест град Кирена в Северна Африка. Тя дава името на Киренайка. В чест на Кирена е наречен астероид (133) Кирена, открит през 1873 г.
Кирена, според някои източници, е съпруга на Абант (син на Мелампод), който е гадател от Аргос. С него тя става майка на Лизимаха (омъжена за Талай), Койран (баща на гадателя Полийд) и на аргонавта Идмон.